# فتق دیافراگم
فتق دیافراگم (به انگلیسی: Diaphragmatic hernia)، نقص یا سوراخ در دیافراگم در هنگام تولد می‌باشد که اجازه می‌دهد تا محتویات شکم به سمت حفره قفسه سینه حرکت کنند. درمان آن معمولاً جراحی می‌باشد.
- شکم ناوی شکل می‌تواند یکی از علائم آن در نوزادان باشد.[۲]

انواع فتق دیافراگمی:
- فتق مادرزادی دیافراگم

1. 1. فتق مورگانی
  2. هرنی بوش‌دالک[۳]

- فتق هیاتال
- فتق ترومای دیافراگم

## تشخیص
بوسیله سی تی اسکن و پرتو ایکس انجام می‌شود.

## نگارخانه

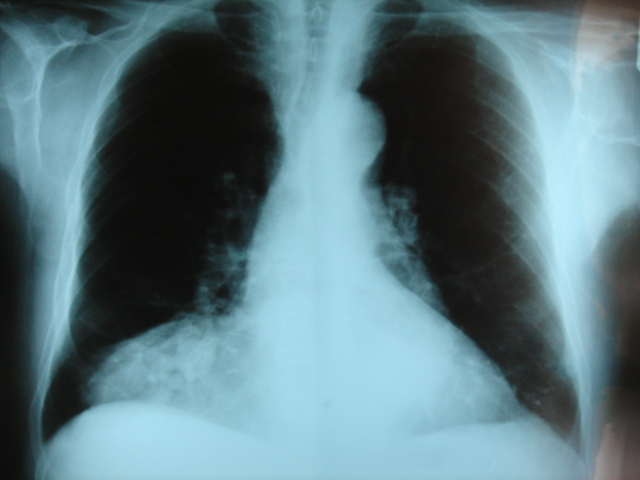
فتق مورگانی